# دين (مصطلح)
الدين في اللغة العربية هي كلمة عربية فيها ثلاثة من الحواس العامة: الحكم والعادات والدين. يتم استخدامه من قبل كل من المسلمين والمسيحيين العرب. في الإسلام، تشير الكلمة إلى طريقة الحياة التي يجب على المسلمين تبنيها للامتثال للشريعة الإسلامية، بما في ذلك المعتقدات والأفعال. يظهر المصطلح في القرآن 98 مرة مع دلالات مختلفة، بما في ذلك عبارة يوم الدين، التي تعني عمومًا يوم القيامة.

## الاستخدام في الإسلام
لقد قيل أن كلمة «دين» تظهر في ما يصل إلى 79 آية في القرآن الكريم، ولكن بسبب عدم وجود ترجمة إنجليزية دقيقة لها، كان تعريفها الدقيق موضوعًا لسوء الفهم والاختلاف. على سبيل المثال، يتم ترجمة الكلمة غالبًا في أجزاء من القرآن باسم «الدين».ومع ذلك، في القرآن نفسه، يُشير إلى فعل الخضوع إلى الله دائمًا باسم «الدين» بدلاً من المذهب، وهي الكلمة العربية لـ «الدين».[بحاجة لمصدر]
ترجم بعض علماء القرآن «دين» في أماكن باسم «الإيمان» يشير آخرون إلى أن الكلمة «تم استخدامها في أشكال ومعاني مختلفة، على سبيل المثال، النظام أو السلطة أو التفوق أو السيادة أو القانون، الدستور، الإتقان، الحكومة، المجال، القرار، الثواب والعقاب. من ناحية أخرى، تستخدم هذه الكلمة أيضًا بمعنى الطاعة والخضوع والولاء».

بالإضافة إلى اثنين من الاستخدامات الواسعة المشار إليها حتى الآن، وهي السيادة من جهة والخضوع من جهة أخرى، لاحظ آخرون أن مصطلح الدين يستخدم أيضًا على نطاق واسع في ترجمة القرآن بالمعنى الثالث. الأكثر شهرة في أول سورة في القرآن الكريم، الفاتحة، يتم ترجمة الكلمة في جميع الترجمات الإنجليزية تقريبًا باسم «حكم»
| دين (مصطلح) | 1:4 مَٰلِكِ يَوْمِ ٱلدِّينِ "وتعنى أن لله المُلْك يوم الدين خالصًا دون جميع خلقه". (سورة الفاتحة، الآية 4، تفسير الطبري) | دين (مصطلح) |
اقترح العالم الإسلامي المعروف فضل الرحمن، أن يُنظر إلى «الدين» على أنه «الطريق الواجب اتباعه». في هذا التفسير، الدين هو الارتباط الدقيق للشريعة: «في حين أن الشريعة هي ترتيب الطريق وموضوعها الصحيح هو الله، الدين هو التالي من هذا الطريق، وموضوعه هو الإنسان». وبالتالي، «إذا استخلصنا من النقاط الإلهية والبشرية المرجعية، فستكون الشريعة والدين متطابقتين بقدر ما يتعلقان بـ» الطريق «ومحتواه».

في العديد من الأحاديث، تم وصف الدين بأنه أسلوب حياة في منتصف الطريق: